# Арбусто (Потенца)
Арбусто (итал. Arbusto) је насеље у Италији у округу Потенца, региону Базиликата.
Према процени из 2011. у насељу је живело 32 становника. Насеље се налази на надморској висини од 629 м.